# Trilobia aphidisuga
Trilobia aphidisuga är en tvåvingeart som beskrevs av Guercio 1918. Trilobia aphidisuga ingår i släktet Trilobia och familjen gallmyggor. Inga underarter finns listade i Catalogue of Life.